# Jullianges
Jullianges – miejscowość i gmina we Francji, w regionie Owernia-Rodan-Alpy, w departamencie Górna Loara.
Według danych na rok 1990 gminę zamieszkiwały 343 osoby, a gęstość zaludnienia wynosiła 19 osób/km² (wśród 1310 gmin Owernii Jullianges plasuje się na 514. miejscu pod względem liczby ludności, natomiast pod względem powierzchni na miejscu 520.).